# Seth Kamphuijs
Seth Benjamin Kamphuijs (Eenrum, 10 september 1977) is een Nederlandse schrijver, uitvoerend producent, acteur en presentator.

## Biografie
Kamphuijs is de zoon van een Amerikaanse moeder en een Nederlandse vader. Op een privéschool maakte hij kennis met het acteren. In 1999 werd hij gecast voor de rol van Ticho Steiner in de soap Onderweg naar Morgen. In 2000 werd Kamphuijs toegelaten op de Toneelschool van Maastricht. Daarna sloot hij zich aan bij de Paardenkathedraal in Utrecht en deed hij een screentest voor muziekzender TMF, waar hij twee jaar lang TMF Live presenteerde. In 2002 stapte hij over naar het internationale MTV en in 2005 verhuisde hij naar de Verenigde Staten. Hij speelde ook het broertje van Rachel Stein (Carice van Houten) in Zwartboek van Paul Verhoeven.
In 2008 studeerde Kamphuijs aan The American Film Institute in Los Angeles af als producent. Zijn Masters (M.F.A) project en tevens debuutfilm Through the Air to Calais or the Wonderful Cruise of Blanchard's Balloon ging in Hollywood in première en won in 2010 een "Creative Vision Award" op het Amsterdam Film Festival. In 2008 startte hij in Los Angeles samen met zijn producing-partner Alex Israel "Consequence Media". Het hoofdkantoor is sinds januari 2010 gevestigd in Amsterdam.
In het voorjaar van 2010 was Kamphuijs te zien als Paul Karels in Goede tijden, slechte tijden. 

## Filmografie
- Onderweg naar Morgen - Ticho Steiner (1999-2000)
- Costa! (serie) - Lowie (2004)
- MTV - VJ/presenter (2001-2005)
- Zwartboek - Max Stein (2006)
- RTL Travel Zuid-Afrika - Presenter (2008)
- Through the air to Calais or The Wonderful Cruise of Blanchard's Balloon - Producer (2009)
- Goede tijden, slechte tijden - Paul Karels (8 episodes, 2010)